# Luboš Hušek
Luboš Hušek (ur. 26 stycznia 1984 w Jabloncu nad Nysą) – czeski piłkarz występujący na pozycji pomocnika. Od 2017 jest zawodnikiem klubu Jiskra Mšeno. W reprezentacji Czech zadebiutował w 2009 roku.